# Manuel Criado de Val
Manuel Criado de Val (Madrid, 16 de novembre de 1917-ibídem, 5 de març de 2015) va ser un director escènic, filòleg i professor universitari espanyol.

## Biografia
Era Doctor en Filosofia i Lletres per la Universitat Complutense de Madrid i des de 1956 va ser professor en aquesta Universitat. Va ser a més Degà de Lletres i Cap d'Estudis de la Universitat Nacional d'Educació a Distància, Cap de la Secció d'Estudis Gramaticals del Institut Cervantes (Consell Superior d'Investigacions Científiques) i Director de l'Escola de Recerca Lingüística de Madrid.
Va publicar una extensa obra, amb títols orientats a l'assaig sobre la literatura medieval i renaixentista espanyola. Entre els seus llibres figuren:: Índice verbal de La Celestina (1955), Teatro Medieval (1963), De la Edad Media al Siglo de Oro (1965), El Quijote y Cervantes de ayer a hoy (2005).
A més va dirigir i va presentar diversos programes divulgatius sobre el correcte ús de la llengua, a Radio Nacional de España i a Televisión Española, com El espectador y el lenguaje (1969-1970), De la A a la Z (1972-1973), Lengua viva (1977-1978), Universidad TV, Itinerarios Españoles, Diálogos de Don Quijote y Sancho i El habla de Madrid.
Una altra de les facetes per les quals va transcendir és la de ser el creador del Festival Medieval de Hita en 1961, festa declarada d'Interès Turístic Nacional que se celebra en aquesta localitat de Guadalajara el primer cap de setmana de juliol.
El Govern de Castella-la Manxa el va declarar en el seu moment ‘Castellà-manxec d'Honor’, i posseïa a més la Comanda d'Alfons X El Savi i va estar nominat al Príncep d'Astúries de les Lletres en 2000.
També va crear el Projecte de Camineria Hispànica, la teoria de la qual ha estat establerta en els Set Congressos Internacionals de Camineria celebrats a Espanya, Mèxic, Itàlia, Madrid i París. De fet, el seu nom porta la Càtedra de Camineríia de la Universitat de Sant Nicolás d'Hidalgo de Morelia (Mèxic).

## Premis rebuts
- Premi Raimundo Lulio (1953).
- Premi Teodoro Bonsoms (1957).
- Comanda de l'Orde d'Alfons X el Savi (1966)
- Comanda de l'Orde del Mèrit Civil (1967)
- Antena de Oro 1969 pels seus treballs a Televisión Española
- Membre d'Honor de l'Associació Americana de Professors d'Español i Portuguès (1982).
- Ciutadà Honorari de Baton Rouge (Louisiana) (1982).
- Castellà de Pro (Comunitat autònoma de Castella i Lleó) (1985).
- Castellà Manxec de l'Any (Comunitat autònoma de Castella-la Manxa) (1987).
- Màster d'Or (Fòrum d'Alta Direcció) (1989).
- Fill Adoptiu de Pastrana (Guadalajara) (1990).
- Soci de l'Any de les Cases Regionals d'Espanya (1995).
- Càtedra de Caminería Manuel Criado de Val en la Universitat Michoacana de Sant Nicolás d'Hidalgo, Morelia, Michoacán, Mèxic (1996)
- Medalla de la Cultura de Puerto Rico (1998).
- Fill Adoptiu de Hita (Guadalajara) (2000).
- Candidat al Premi Príncep d'Astúries (2000).
- Premi Club Siglo Futuro 2000 (2001).
- Cavaller de l'Orde del Camí de Santiago (2002).
- Hoste Il·lustre de la ciutat de Quito (2003).
- Premi ARCHIVAL per la Recuperació dels Centres Històrics d'Espanya (2003).
- Fill Adoptiu de la Ciutat de Medellín (Colòmbia) (2005).
- Medalla d'Or de Antioqueneidad (Colòmbia) (2005).
- Ciutadà Il·lustre de Colòmbia (2005).
- Medalla d'Honor de la Carretera (2005).
- Germà del Sant (2012).